# Liste des stations du tramway d'Athènes
Pour un article plus général, voir Tramway d'Athènes.

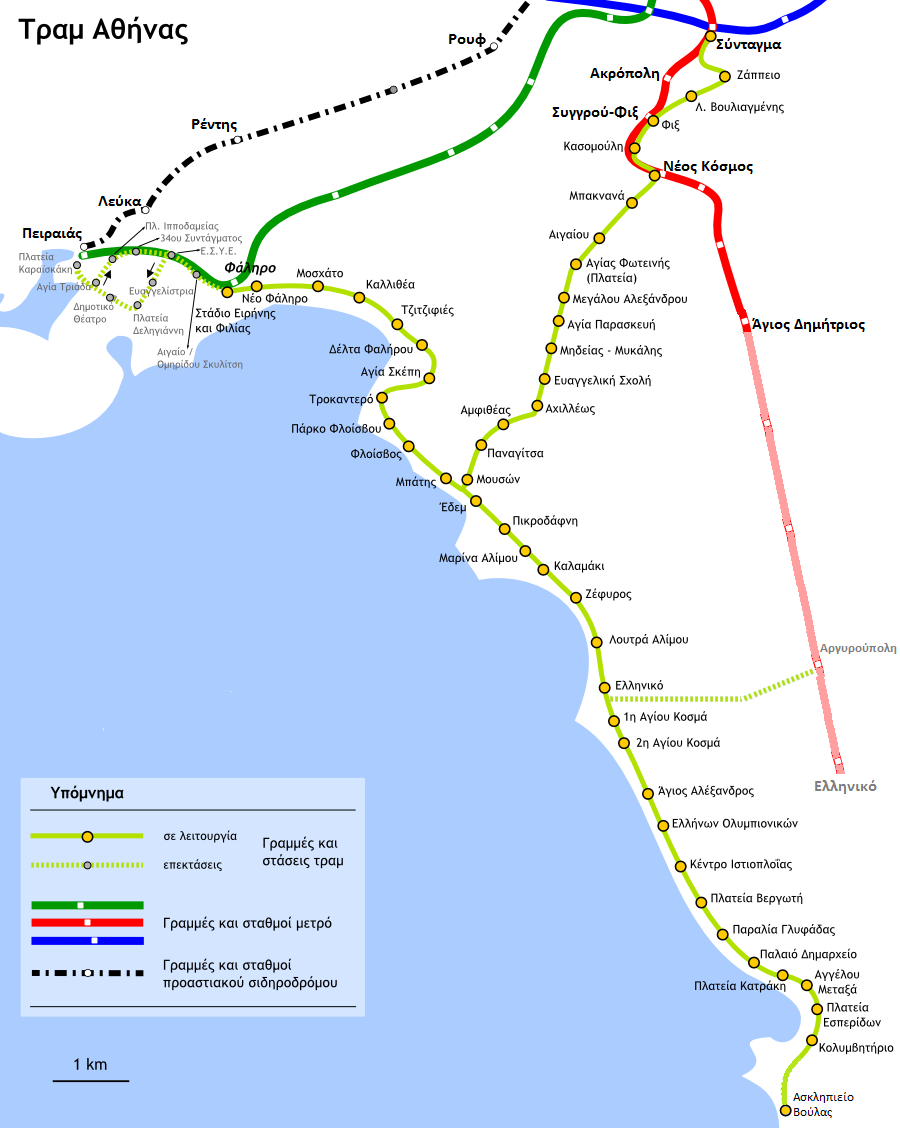
Plan du réseau en 2007.

Liste par ordre alphabétique des stations du tramway d'Athènes en Grèce :

## Liste des stations

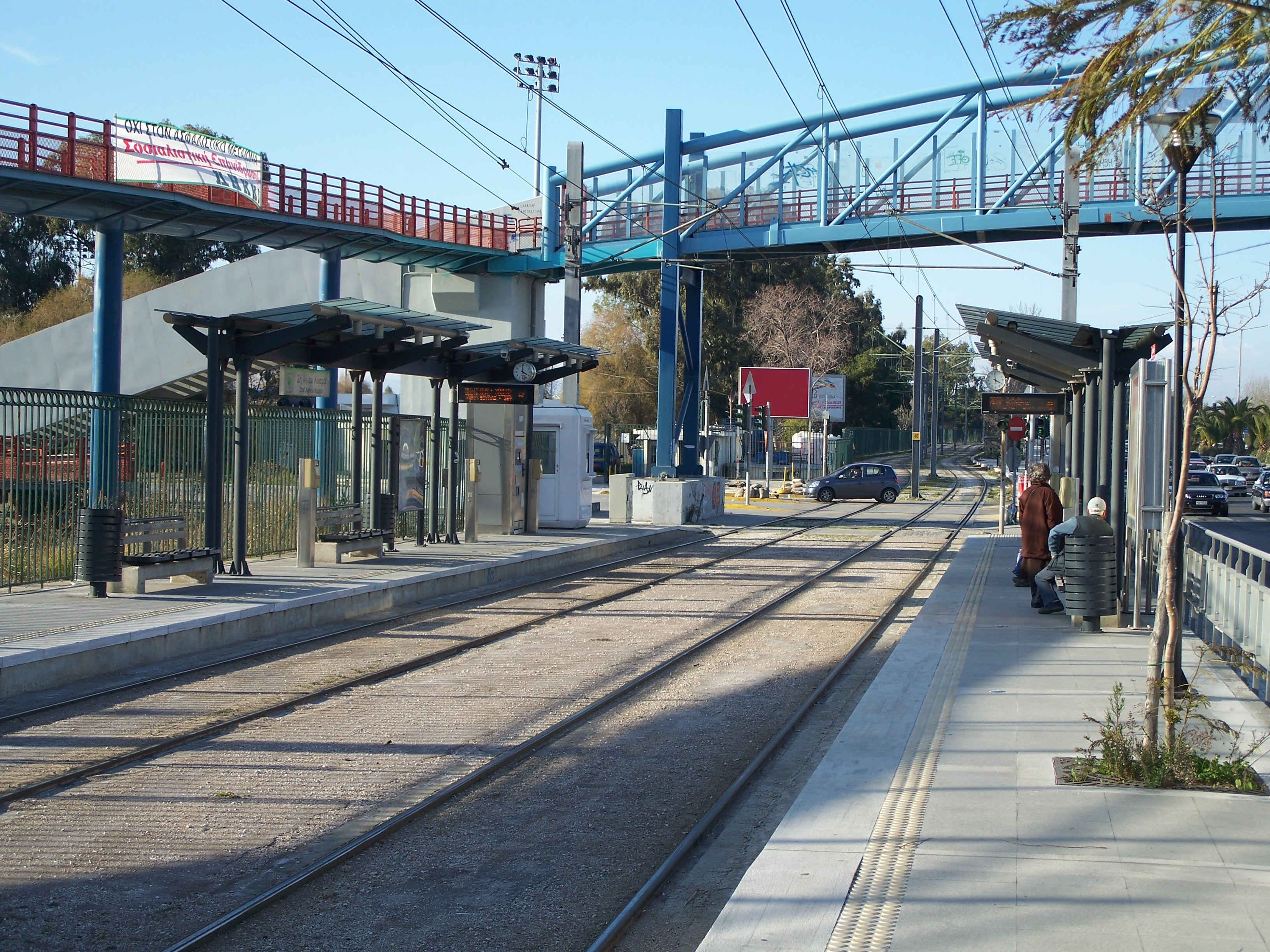
Station 2nd Agiou Kosma.

Le nom des stations est toujours affiché en grec et en anglais.
| Station               | Nom en grec               | Lat/Long                     | Ville                | Ligne(s) de tramway | Correspondance(s)                                                                                       |
| --------------------- | ------------------------- | ---------------------------- | -------------------- | ------------------- | --- |
| 1i Ayíou Kosmá        | 1η Αγίου Κοσμά            | ?                            | Ellinikó-Argyroúpoli | T3, T5              | Bus 140, A2                                                                                             |
| 2i Ayíou Kosmá        | 2η Αγίου Κοσμά            | ?                            | Ellinikó-Argyroúpoli | T3, T5              | Bus 140, A1, A2                                                                                         |
| Achilléos             | Αχιλλέως                  | ?                            | Athènes              | T4, T5              | Bus 130, 229, A2                                                                                        |
| Eyéou                 | Αιγαίου                   | ?                            | Athènes              | T4, T5              | Bus 136                                                                                                 |
| Ayía Paraskeví        | Αγία Παρασκευή            | ?                            | Athènes              | T4, T5              | Bus 219                                                                                                 |
| Ayías Fotinís-Platías | Αγίας Φωτεινής - Πλατείας | ?                            | ?                    | T4, T5              | Bus 106, 130                                                                                            |
| Amfithéas             | Αμφιθέας                  | ?                            | Athènes              | T4, T5              | Bus 130, A2                                                                                             |
| Angélou Metaxá        | Αγγέλου Μεταξά            | ?                            | Glyfáda              | T3, T5              | ? |
| Áyios Aléxandros      | Άγιος Αλέξανδρος          | ?                            | Ellinikó-Argyroúpoli | T3, T5              | Bus A1, A2                                                                                              |
| Aktí Posidónos        | Ακτή Ποσειδώνος           | ?                            | Le Pirée             | T3, T4              | ? |
| Asklippiío Voúlas     | Ασκληπιείο Βούλας         | ?                            | Voúla                | T3, T5              | ? |
| Baknaná               | Μπακνανά                  | ?                            | Athènes              | T4, T5              | Bus 040, 137                                                                                            |
| Édem                  | Έδεμ                      | ?                            | Paleó Fáliro         | T3, T4, T5          | Bus A1, B1, B2                                                                                          |
| Ellinikó              | Ελληνικό                  | ?                            | Ellinikó-Argyroúpoli | T3, T5              | Bus A1, A2 Ligne 2 du métro d'Athènes (station Ellinikó)                                                |
| Evangelikí Scholí     | Ευαγγελική Σχολή          | ?                            | ?                    | T4, T5              | ? |
| Kallithéa             | Καλλιθέα                  | ?                            | Athènes              | T3, T4              | Bus 040, 860, A1                                                                                        |
| Kasomoúli             | Κασομούλη                 | ?                            | Athènes              | T4, T5              | Bus 2, 550, A2, B2 Ligne 10 du trolleybus d'Athènes                                                     |
| Kolymvitírio          | Κολυμβητήριο              | ?                            | Glyfáda              | T3, T5              | Bus A1, A2                                                                                              |
| Megálou Alexándrou    | Μεγάλου Αλεξάνδρου        | ?                            | ?                    | T4, T5              | Bus 130, 137, 219                                                                                       |
| Moscháto              | Μοσχάτο                   | ?                            | Moscháto-Távros      | T3, T4              | Ligne 1 du métro d'Athènes (station Moscháto)                                                           |
| Mousón                | Μουσών                    | ?                            | ?                    | T4, T5              | Bus 217, B2                                                                                             |
| Néo Fáliro            | Νέο Φάληρο                | ?                            | Le Pirée             | T3, T4              | Ligne 1 du métro d'Athènes (station Fáliro)                                                             |
| Néos Kósmos           | Νέος Κόσμος               | 37° 57′ 28″ N, 23° 43′ 43″ E | Athènes              | T4, T5              | Ligne 2 du métro d'Athènes (station Néos Kósmos)                                                        |
| Panayítsa             | Παναγίτσα                 | ?                            | ?                    | T4, T5              | ? |
| Paralía Glyfádas      | Παραλία Γλυφάδας          | ?                            | Glyfáda              | T4, T5              | ? |
| Platía Esperídon      | Πλατεία Εσπερίδων         | ?                            | Glyfáda              | T3, T5              | Bus A2, A3, X96                                                                                         |
| Platía Katráki        | Πλατεία Κατράκη           | ?                            | Glyfáda              | T3, T5              | ? |
| Platía Vergotí        | Πλατεία Βεργωτή           | ?                            | Glyfáda              | T3, T5              | Bus A1                                                                                                  |
| Syngroú-Fix           | Συγγρού-Φιξ               | 37° 57′ 52″ N, 23° 43′ 36″ E | Athènes              | T4, T5              | Bus 040, 227, 550, A2 Ligne 2 du métro d'Athènes (station Syngroú-Fix) Ligne 10 du trolleybus d'Athènes |
| Sýntagma              | Σύνταγμα                  | ?                            | Athènes              | T4, T5              | Ligne 2 et ligne 3 du métro d'Athènes (station Sýntagma) Ligne 2 du trolleybus d'Athènes                |
| Záppio                | Ζάππειο                   | ?                            | Athènes              | T4, T5              | ? |